# Фармлейх
Фармлейх — это официальная резиденция Ирландии, ранее принадлежавшая семье Гиннесс. Она расположена в Дублине и представляет собой поместье площадью 78 акров (32 га), расположенное на возвышенности над рекой Лиффи к северо-западу от парка Феникс.
Поместье состоит из обширных частных садов с кипарисами, соснами и дубами, пруда, огороженного стеной сада, хозяйственных помещений и стада редкого керрийского скота. В 1999 году правительство Ирландии приобрело поместье у графа Айви за 29,2 миллиона евро.
Управление общественных работ (OPW) потратило около 23 миллионов евро на реставрацию дома, садов и оранжерей. Общие затраты государства составили 52,2 миллиона евро. Фармлейх был открыт для посетителей в июле 2001 года.

## История

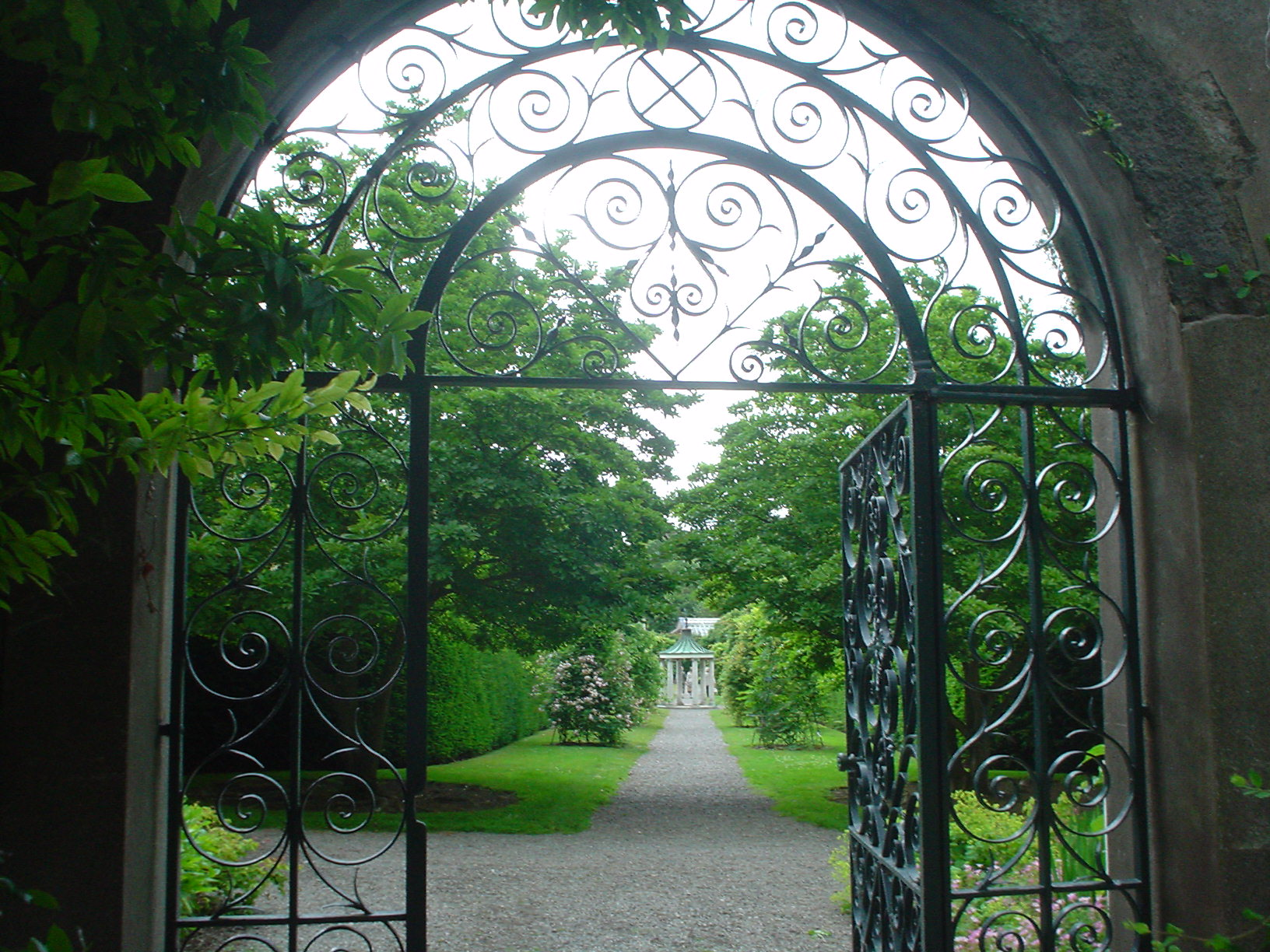
Ворота сада в Фармли

Фармлейх когда-то был небольшим двухэтажным георгианским домом, построенным в середине XVIII века. Первоначально он принадлежал семье Кут, а затем семье Тренч. Мост был добавлен к поместью в 1870-х годах, чтобы провести к дому линии электропередач от турбины мельницы на Земляничных полях.
В 1873 году дом и поместье приобрёл Эдвард Гиннесс (1847–1927), женившись на своей кузине Аделаиде Гиннесс. Он был правнуком Артура Гиннесса и получил титул барона Айви в 1891 году, графа Айви в 1919 году.
Эдвард Гиннесс заказал масштабную программу реконструкции и расширения дома на запад и надстройки третьего этажа. Эти работы проводились с 1881 по 1884 год и были завершены по проекту ирландского архитектора Джеймса Франклина Фуллера. В 1896 году был добавлен бальный зал, спроектированный шотландским архитектором Уильямом Янгом. Консерватория была добавлена в 1901 году.
Поскольку многие элементы дома были созданы по заказу первого графа Ивеага, посетители могут получить некоторое представление о его характере благодаря ландшафтным садам, классической архитектуре и симметричной планировке. Здесь также выставлены гобелены, которые первый граф собирал во время своих путешествий по Европе в молодости. В библиотеке графа, переданной государству во временное пользование, хранятся одни из самых ранних книг, напечатанных в Ирландии.
Со временем Фармлейх перешёл к Руперту, второму графу Айви и оставался в собственности семьи Гиннесс на протяжении всего XX века.

## Современное использование

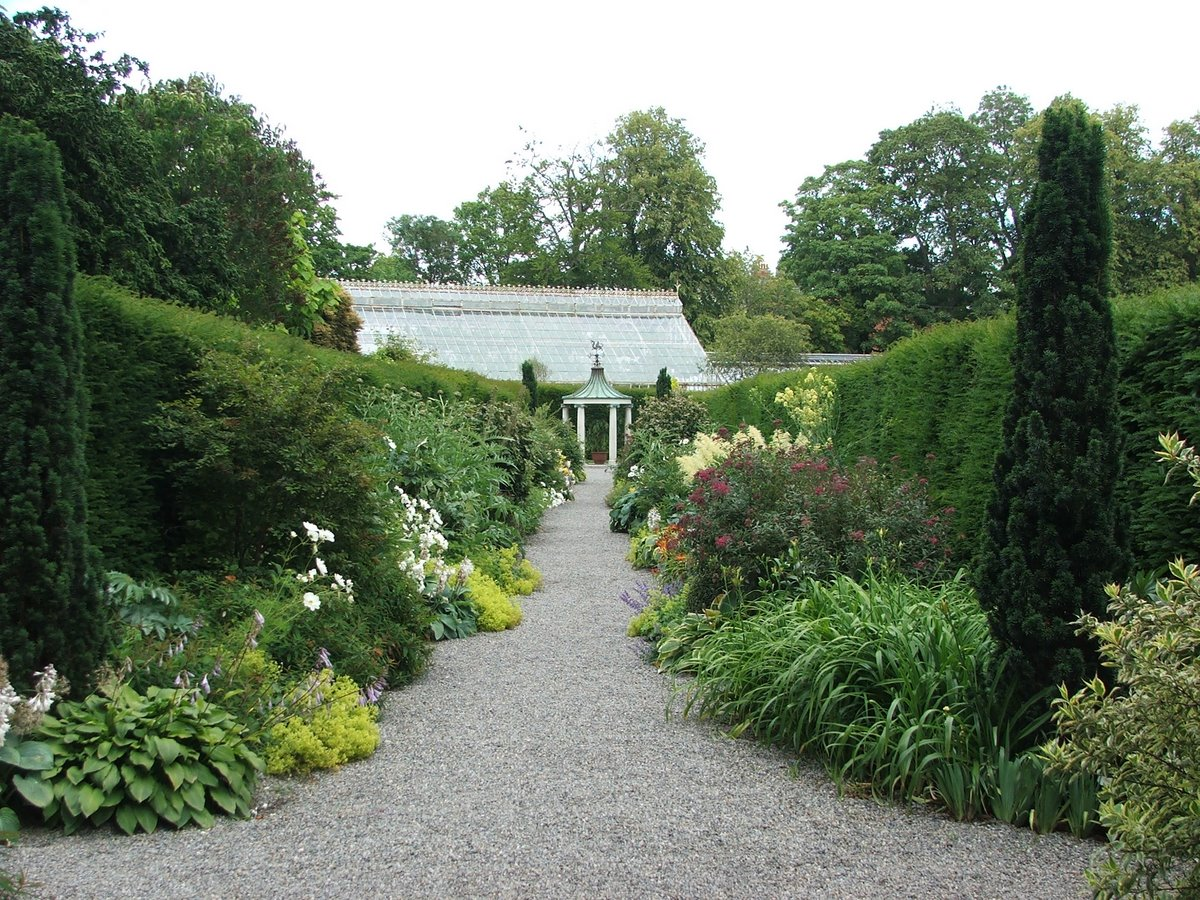
Часть садов усадьбы

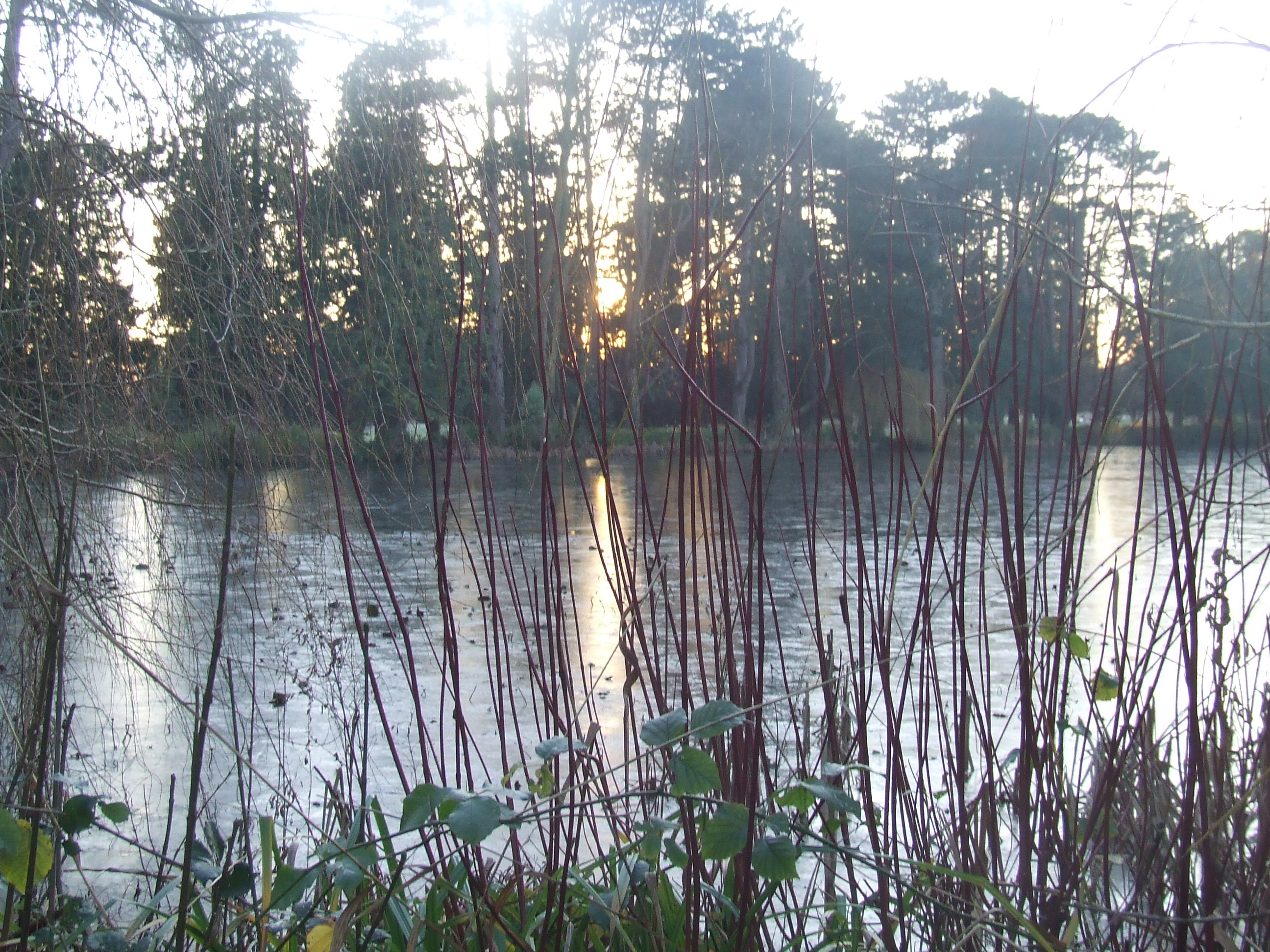
Закат на лодочном озере в декабре 2014 года

Поместье было приобретено государством у 4-го графа Айви в 1999 году. Официальная цель покупки за 29,2 миллиона евро и последующих расходов на реконструкцию в размере 23 миллионов евро заключалась в том, что поместье будет использоваться для государственных нужд. В частности, он назначен "официальным государственным гостевым домом для посещения главами государств.
В Фармлейхе побывали: премьер-министр Китая, премьер-министр Эфиопии, король Малайзии, премьер-министр Великобритании Тони Блэр, генерал-губернатор Новой Зеландии, королева Великобритании Елизавета II и президент США Джо Байден. В 2006 году в поместье побывало всего семь высокопоставленных гостей (больше всего за год), в 2008 году — шесть, а в следующем году — только двое. Кроме того, в 2009 году поместье посетили 246 000 человек.
В 2006 году Управление общественных работ (Office of Public Works, OPW) отремонтировала гостевой дом, его называют домик Стюарда, расположенный на территории Фармлейха. В то время предполагалось, что домик станет официальной резиденцией Таосеаха. Бывший глава правительства Брайан Коуэн иногда, останавливался в доме, когда находился в Дублине. Его преемник Энда Кенни время от времени останавливался в нём.
Сегодня Фармлейх находится в ведении OPW, его поместье и сады открыты для публики. Однако сам дом закрыт, за исключением организованных экскурсий.. На территории проводятся сезонные мероприятия, например, ремесленные и продуктовые рынки. Поместье также использовалось в качестве места проведения RTÉ proms — серии публичных концертов, которые проходили каждое лето в большом шатре, возведенном на территории поместья.